# Attentat du 15 juillet 1983 à Orly
L’attentat du 15 juillet 1983 à Orly est un attentat à la bombe perpétré dans le hall du terminal sud de l'aéroport d'Orly par une branche syrienne de l'Armée secrète arménienne de libération de l'Arménie (ASALA). La bombe explose aux guichets d'enregistrement de la compagnie aérienne Turkish Airlines, tue huit personnes et en blesse cinquante-six autres,. Cet attentat vise directement la Turquie dans le cadre de la reconnaissance politique du génocide arménien, et de manière incidente la France dans le cadre du conflit israélo-palestinien, pour dénoncer sa présence militaire dans le sud du Liban.

## Contexte international
Depuis 1975, sous l'égide d'Hagop Hagopian, l'ASALA avait trouvé refuge et appui au Liban auprès de l'Organisation de libération de la Palestine (OLP), laquelle devait évacuer le pays au cours de l'été 1982 à la suite de multiples incursions israéliennes dans les territoires du sud, soutenues par la Force intérimaire des Nations unies au Liban (FINUL).
Paradoxalement, l'isolation a rendu l'ASALA encore plus dangereuse : auparavant, elle était plus ou moins contrôlable par les services secrets (notamment occidentaux) par l'intermédiaire de l'OLP. Désormais le groupe se rapprochait des méthodes d'Abou Nidal, aux actions plus radicales que l'OLP de Yasser Arafat.

## 15 juillet 1983

### Faits
Varoujan Garbidjian, syrien d'origine arménienne âgé de vingt-neuf ans, militant de l'ASALA, se rend à l'aéroport d'Orly chargé d'une grosse valise dans laquelle est placé un engin explosif constitué d'un demi-kilo de Semtex raccordé à trois bonbonnes de gaz. Il feint d'embarquer sur le vol TK926 pour Istanbul et se fait passer pour un voyageur trop chargé ne voulant pas s'acquitter d'une surtaxe éventuelle à l'enregistrement du bagage. Il propose alors soixante-cinq dollars aux passagers pour prendre en charge l'excédent de poids. L'un d'eux accepte et se présente au guichet 61, porte N. À 14 h 11, la bombe explose prématurément alors qu'elle devait se déclencher en vol pour faire plus de victimes.

### Victimes
L'explosion cause la mort de huit personnes dont trois sur le coup : deux Turcs, quatre Français, un Américain et un Suédois. Les médecins de l'aéroport de Paris, ceux du SAMU du Val-de-Marne, et ceux des sapeurs-pompiers dressent un hôpital de campagne entre le hall 1 et le hall 2 de l'aéroport. Selon les chiffres de la préfecture du Val-de-Marne, cinquante-six personnes blessées grièvement y sont soignées et préparées pour être acheminées vers l'hôpital d'instruction des armées Percy à Clamart et de l'hôpital Henri-Mondor à Créteil,.
| Nationalité | Morts | Blessés | Total |
| ----------- | ----- | ------- | ----- |
| France      | 4     | 12      | 16    |
| Turquie     | 2     | 40      | 42    |
| États-Unis  | 1     | 0       | 1     |
| Suède       | 1     | 0       | 1     |
| Non précisé | 0     | 4       | 4     |
| Total       | 8     | 56      | 64    |

### Revendication
Une heure après l'explosion, l'ASALA revendique l'entière responsabilité de l'attentat, via un appel téléphonique anonyme passé au bureau de l'Agence France Presse à Athènes. Dans sa campagne visant à la reconnaissance du génocide arménien par la Turquie et, via la Syrie, dans sa condamnation contre la présence de la FINUL au Liban, le groupe armé est depuis 1982 à l'origine de sept attentats commis en France, dont une tentative et deux attentats commis depuis janvier 1983.

### Enquête
L'enquête est confiée à la brigade criminelle de la préfecture de police de Paris sous l'autorité du commissaire Jacques Genthial. Dès la journée du 18 juillet, une vaste opération policière aboutit à l'interpellation d'une cinquantaine d'individus dans les milieux arméniens, lesquels étaient déjà étroitement surveillés par les agents de la Direction de la Surveillance du Territoire (DST) et des Renseignements Généraux (RG). Des armes et des explosifs en nombre significatif sont retrouvés aux domiciles d'activistes syriens et turcs d'origine arménienne, parmi lesquels Varoujan Garbidjian. Après deux jours de garde à vue, ce dernier remet des aveux circonstanciés aux enquêteurs, lesquels remontent la filière, et révèle que la base opérationnelle de l'ASALA se trouve désormais bien à Damas, notamment dans un camp près d'Ammuriyah, commandé par Hagop Hagopian en personne.
Pisté par la DST, Hagopian est repéré dès avril 1983, dans les rues de Paris où il tente de reconstituer son réseau fragilisé par des tentatives d'émancipations. La surveillance permet d'établir qu'un attentat contre la Turquie sur le territoire français était imminent. Mais en 1983, les agents du contre-espionnage français sont dans l'incapacité juridique de procéder à des interpellations « préventives », Hagopian devait circuler librement. Il faudra attendre la loi antiterroriste de 1986 pour que l'entreprise terroriste devienne un crime pénal permettant aux agents d'intervenir en amont.

### Condamnations
Garbidjian est condamné le 3 mars 1985 par la cour d'assises du Val-de-Marne à la perpétuité aux chefs de « complicités d'assassinats, complicité d'attentat ayant pour but de porter le massacre et la dévastation, complicité de fabrication et détention de substances ou d'engins explosifs ». Soner Nayir et Ohanes Semerci, ses deux complices, deux jeunes turcs d'origine arménienne accusés d'avoir acheté les bonbonnes et aidé à la préparation de l'attentat, sont condamnés respectivement à 15 et 10 ans de réclusion criminelle,. Cinq autres Arméniens ont été jugés pour complicité et condamnés en décembre 1984 à des peines d'emprisonnement allant de deux à quatre ans.
Garbidjian est finalement libéré le 23 avril 2001 sous condition de son expulsion instantanée vers l'Arménie.

## Réaction internationale
La révélation de la nationalité syrienne du principal auteur de l'attentat plonge dans l'embarras Damas, qui réagit rapidement et rejette une quelconque responsabilité. Sur la scène internationale, la Syrie est effectivement opposée aux incursions militaires israéliennes au Liban,.
Après la revendication de l'attentat par l'ASALA, plusieurs membres de l'organisation s'en désolidarisent et créent l'ASALA-mouvement révolutionnaire en estimant que la lutte arménienne doit se limiter à des opérations contre l'état turc. Le retentissement médiatique et les conséquences humaines de l'attentat choquent profondément la communauté arménienne. Selon le Mouvement national arménien, de l'attentat au verdict, en passant par le procès, l'attentat à Orly constitue un véritable désastre pour la cause arménienne. Le MNA argue que « la stratégie irresponsable d'Hagop Hagopian, commanditaire de cet attentat, a donné de l'audace au fascisme turc et des ailes à la répression anti-arménienne. Par ailleurs, aucune mobilisation n'accompagne le procès des responsables de l'attentat en 1985 à Paris. »
En 1990 naît la République arménienne, désormais indépendante de l'ex-bloc soviétique. Par la loi du 29 janvier 2001, le Parlement français reconnaît le génocide arménien.